# 吴映香
吳映香（Lucia，1999年11月21日—），是華裔巴西籍女歌手。出生及成長於巴西聖保羅。8歲開始定居北京。

## 經歷
2007年，和姐姐吳映蝶一齊加入少女部落格組合。
2016年，和同公司及前少女部落格成員趙嘉儀、牛澳菲組成TGG組合。團內擔當為主唱。2016年8月參加《中國新歌聲》，演唱《我的夢+undo》獲得四衝。
2017年12月2日，參加《天籟之聲2》，演唱《海洋之心》對戰張傑。
2018年4月參加《創造101》，與陳芳語、李紫婷演唱《Problem》進入A班，這三成員被稱作“3A組合”。
2018年9月，與許靖韻、陳芳語在廣州舉辦“3A學姐校園歌友會”。

## 綜藝節目節目／活動
| 播出时间              | 播出平台 | 节目名称             | 备注                     |
| --------------------- | -------- | -------------------- | ------------------------ |
| 2016年7月15日-9月2日  | 浙江衛視 | 中國新歌聲           | 庾澄慶組10強             |
| 2017年6月1日          | CCTV1    | 少兒六一晚會         | 演唱《冰雪奇緣》主題曲   |
| 2017年12月2日         | 東方衛視 | 天籟之戰第二季第七期 |                          |
| 2018年4月21日-6月23日 | 腾讯视频 | 创造101              | 總決賽淘汰成员（第22名） |
| 2019年2月14日         |          | 纽约时装周           |                          |

## 外部連結
- 吴映香Lucia的新浪微博